# Nebraska (album)
Nebraska – szósty album Bruce’a Springsteena. Został nagrany w jego sypialni na 4-ścieżkowiec marki Tascam. Początkowo Nebraska miała być normalnym albumem nagranym z E-Street Band a wersja solowa miała służyć jedynie jako demo, ale ostatecznie zdecydowano się na jej wydanie. Elektryczne wersje utworów z tej płyty były grane podczas tras promujących ten i późniejsze albumy i można je znaleźć na bootlegach jako Electric Nebraska. Utwór tytułowy został zainspirowany przez Charlesa Starkweathera, nastoletniego mordercę, który zabił 11 osób w latach 1957-1958.
W 2003 album został sklasyfikowany na 224. miejscu listy 500 albumów wszech czasów magazynu Rolling Stone.

## Lista utworów
Autorem wszystkich piosenek jest Bruce Springsteen.
1. "Nebraska" – 4:32
2. "Atlantic City" – 4:00
3. "Mansion on the Hill" – 4:08
4. "Johnny 99" – 3:44
5. "Highway Patrolman" – 5:40
6. "State Trooper" – 3:17
7. "Used Cars" – 3:11
8. "Open All Night" – 2:58
9. "My Father's House" – 5:07
10. "Reason to Believe" – 4:11

## Personel
Bruce Springsteen: Wokale, gitara akustyczna, elektryczna, harmonijka ustna, mandolina, cymbałki, tamburyn, organy